# Paralucilia xanthogeneiates
Paralucilia xanthogeneiates är en tvåvingeart som beskrevs av Dear 1985. Paralucilia xanthogeneiates ingår i släktet Paralucilia och familjen spyflugor. Inga underarter finns listade i Catalogue of Life.